# Nußdorfer Bierbrauerei

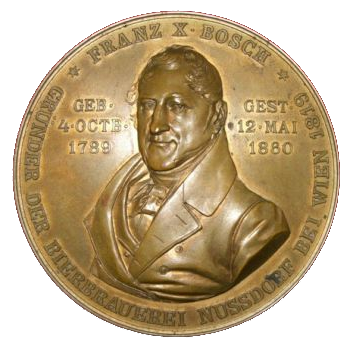
Der Gründer Franz X. Bosch, auf einer Gedenkmedaille zum 75. Jubiläum 1894

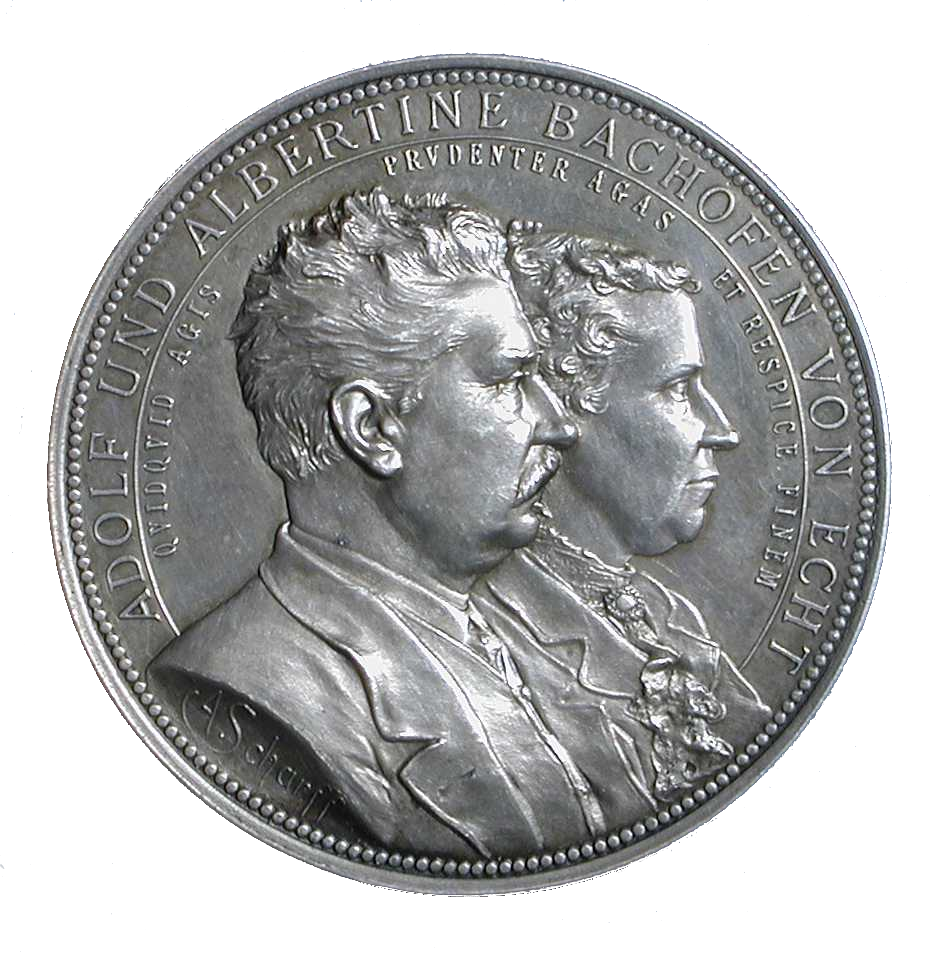
Der Nachfolger Karl Adolf Freiherr Bachofen von Echt und seine Frau Albertine geb. Bosch auf einer Silbermedaille anlässlich ihrer 50-jährigen Hochzeit (1884)

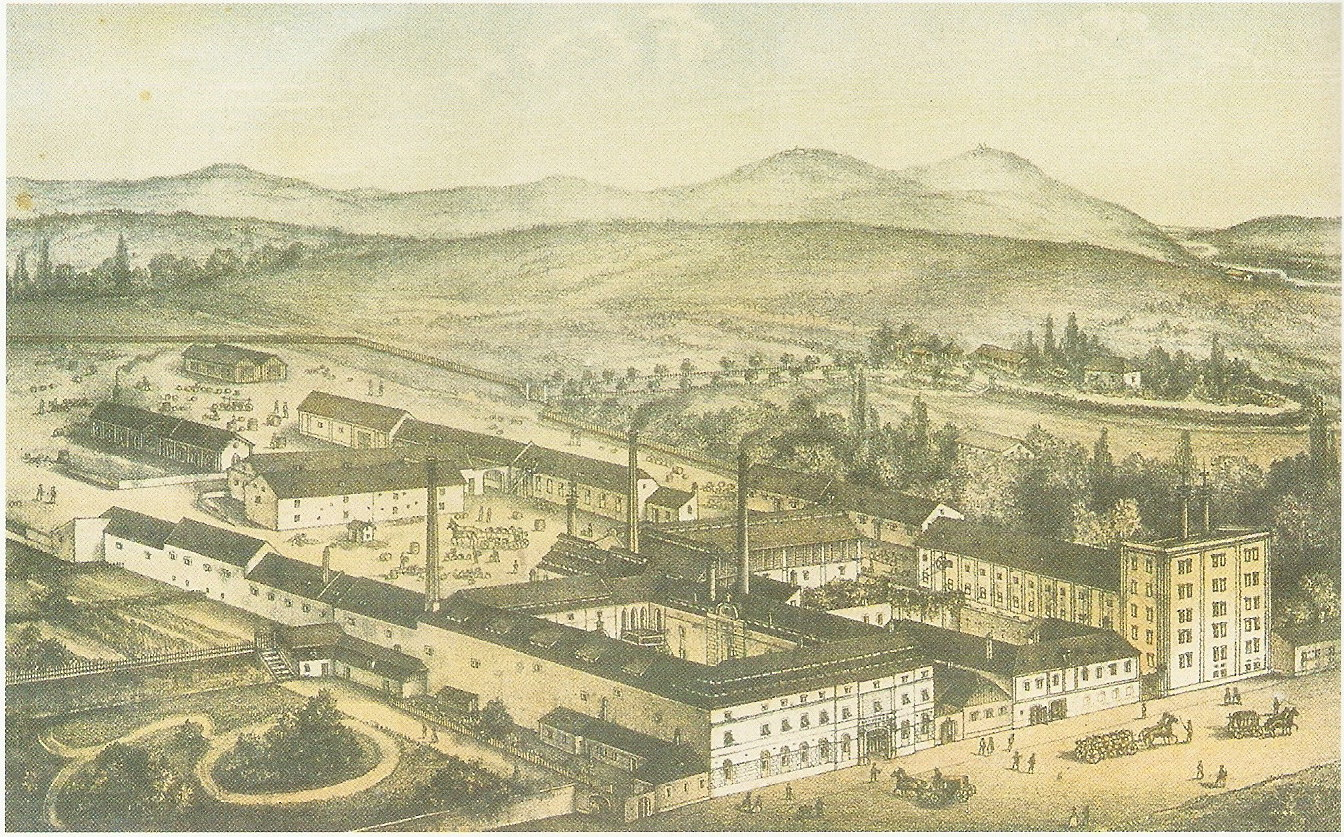
Nußdorfer Bierbrauerei von Bachofen & Medinger (1860)

Bockkeller der k.u.k. Hofbrauer mit Aussichtsturm (vor 1918)

Die Nußdorfer Bierbrauerei war eine Bierbrauerei in Nussdorf, heute in Wien, Österreich.

## Geschichte
Das Brauereigebäude war ursprünglich 1690 vom Jesuitenorden als Collegium für Studenten der Theologie erbaut worden. Nach der Auflösung des Ordens 1713 diente es in der Folge als Waffendepot, danach kam es in Privatbesitz.
Die Gebrüder Anton und Franz Xaver Bosch (* 4. Oktober 1789; † 12. Mai 1860) waren Söhne des Domänenverwalters des Fürsten Oettingen zu Wallerstein in Bayern. Anton Bosch kaufte damals die Brauerei Jedlsee, das damals noch außerhalb Wiens lag. Seinem Bruder Franz Xaver kaufte er 1819 den Besitz des ehemaligen Jesuitencollegiums. Teile des Collegiums wie die ehemalige Kapelle wurden erhalten und in die neu gegründete Brauerei integriert.
Bosch wurde erfolgreich und um 1840 hatte die Brauerei einen Ausstoß von 54.000 Eimern. Er ließ den „Bockkeller“ einrichten, dazu einen Biergarten und 1842 einen hölzernen Aussichtsturm mit Blick auf die Donau und den Wienerwald. Der Turm brannte im Zweiten Weltkrieg ab. Der Braugasthof am Nußdorfer Platz nannte sich „Goldene Rose“ und bot einer sehr großen Anzahl Gästen Platz. Bosch war mit Josefine Feldmüller aus Persenbeug verheiratet. Die Inhaber nach F. X. Bosch waren:
- Sein sechster Sohn Franz Xaver Bosch († 1871) von 1860 bis 1864,
- sein achter Sohn Rudolf Bosch († 1877) von 1864 bis 1877,
- sein Schwiegersohn Georg Räch von 1864 bis 1878,
- seine Schwiegertochter Karoline Bosch von 1877 bis 1885

Karl Adolf Bachofen von Echt sen. war mit Albertine Bosch verheiratet. Die Erben von Bosch baten ihn, der Firma beizutreten und zu helfen. Ab 1865 war er ebenfalls Leiter der Brauerei und verhalf ihr zu großem Erfolg. Als öffentlicher Gesellschafter wurde er schließlich im Handelsregister genannt. 1878 wurde der Schwiegerenkel von Bosch, Johann Medinger jun., Teilinhaber.
Die Bierproduktion stieg stetig an. Über den Eigenbedarf hinaus wurden um 1900 jährlich ca. 10.000 bis 15.000 Meterzentner Malz zum Verkauf gebracht.
Die Mälzerei bestand bis 1873 mit zwei Darren, 1873 wurden zwei Völkner'sche Darren, 1882 eine Ringhoffer'sche und 1896 und 1898 zwei Topf'sche Darren aufgestellt. 1894 wurden die ersten mechanischen Malzwender eingeführt.
Die Gerstenputzerei war auf eine Arbeitsleistung von 300 q (Zentner) Gerste pro Tag eingerichtet. Verarbeitet wurden pro Jahr 50.000 bis 55.000 q Gerste auf 24 Tennen mit 6000 m² Ausdehnung. Die Mälzereimaschinen wurden seit 1896 durch elektrische Kraftübertragung betrieben. Das Sudhaus, das 1893 ganz neu erbaut wurde, besaß eine Leistungsfähigkeit von 1260 Hektoliter pro Tag.
Das Kühlhaus wurde 1896 umgebaut. Der Kühlschiffraum war ausreichend für 420 hl. 1878 wurde der erste Berieselungs-Kühlapparat in Österreich (Patent Neubecher in Offenbach) aufgestellt, worauf 1897 neue Apparate folgten. Die Gär- und Lagerkeller wurden der jeweiligen Betriebsvergrößerung entsprechend ausgebaut und waren alle mit künstlicher Kühlung versehen. Die Faßpicherei wurde 1890 für Maschinenbetrieb eingerichtet, die Faßwäscherei 1895 mit Faßwaschmaschinen versehen.
Das Kesselhaus enthielt zwei Dürrgärkessel mit circa 350 m² Heizfläche und einem Dampfüberhitzer und einem Tenbrinkkessel mit 80 m² Heizfläche. In den 1886 und 1896 erbauten Maschinenhäusern befanden sich drei Dampfmaschinen mit 80, 100 und 200 Pferdekräften, direkt daran die Kompressoren gekoppelt der drei Kältemaschinen vom System Linde, deren Leistung 100.000 kg Eis pro Tag entspricht.
Die erste Linde’sche Kältemaschine wurde 1886 aufgestellt.
1886 wurde die elektrische Beleuchtung eingeführt. Diese wurde durch zwei Dynamomaschinen mit 58 Pferdekräften Leistung, 500 Glühlampen und 6 Bogenlampen mit Strom versehen. Im Anschluss erfolgte die Kraftübertragung für Mälzerei und Flaschenbierabteilung. Die 1895 bis 1897 aufgestellten Luftkompressoren dienten zum Betriebe kleiner Kraftmaschinen im Lager- und Gärkeller und zur Gerstenwäscherei, die 1897 eingerichtet wurde. Die zur Brauerei gehörigen Gebäude und Anlagen bedeckten 12 ha Bodenfläche.

Aktie über 1000 RM der Nußdorfer Bierbrauerei AG vom Januar 1941

1890 wurde das erste überhaupt in Brauereien existierende Arbeiterwohnhaus erbaut. Die Bettenanzahl betrug 200. Das Gebäude entsprach allen modernen und hygienischen Anforderungen, enthielt Schlafsäle, Speiseräume, Küchen, Bäder, Trockenkammern, war durchweg elektrisch beleuchtet und mit Dampfheizung und Ventilationssystem versehen. 1893 wurde ein zweites Arbeiterwohnhaus für die verheirateten Arbeiter erbaut, das 20 Wohnungen enthielt, zu denen jeweils ein kleines Gärtchen gehörte, und das ähnliche Einrichtungen hatte wie das erste.
Karl Adolf Bachofen von Echt jun. wurde ab 1895 Teilinhaber.
Das Unternehmen hieß Nußdorfer Bierbrauerei von Bachofen & Medinger. Bier aus Nußdorf wurde ins Ausland exportiert und der kaiserliche Hof zählte zu den Kunden. Beide Inhaber wurden Ende des 19. Jahrhunderts zu k.u.k. Hoflieferanten ernannt. Obwohl die Brauerei auf den Briefköpfen fälschlicherweise den Titel „k.u.k. Hof-Brauhaus“ druckte, wurde dies erst 1899 per Dekret untersagt, da die Brauerei nicht im ärarischen Besitz war. Auf Bitten hin wurde 1900 eine Ausnahme gemacht und der Titel auf „k.u.k. Hof-Brauer“ geändert. 1905 kaufte die Familie Bachofen den sogenannten Altenburger Freihof hinter dem Nußdorfer Platz, vermutlich um der Konkurrenz (Brauerei Pilsen) zuvorzukommen. 1908 wurde das Unternehmen in eine Aktiengesellschaft umgewandelt.

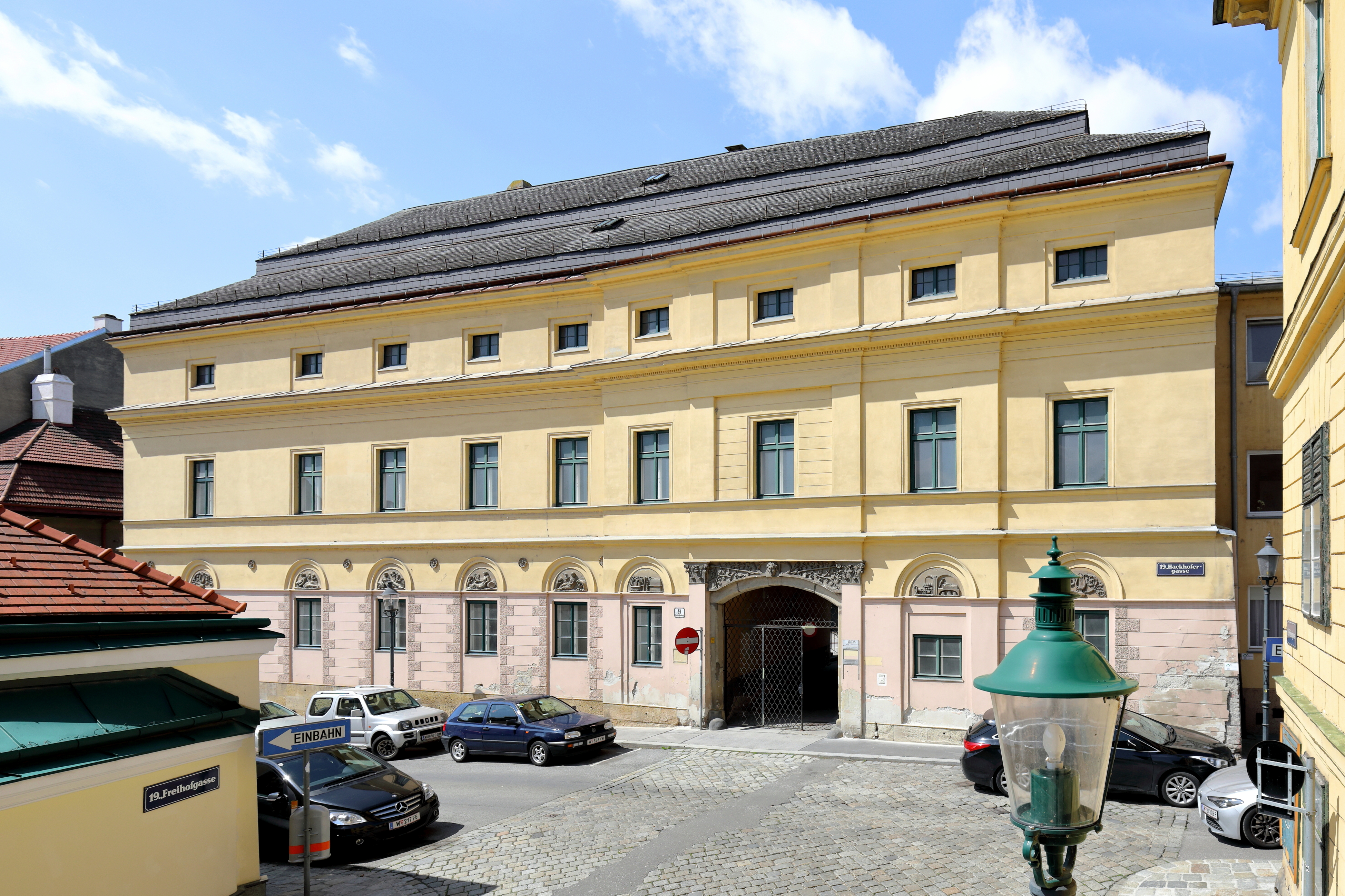
Die erhalten gebliebene Fassade in der Hackhofergasse

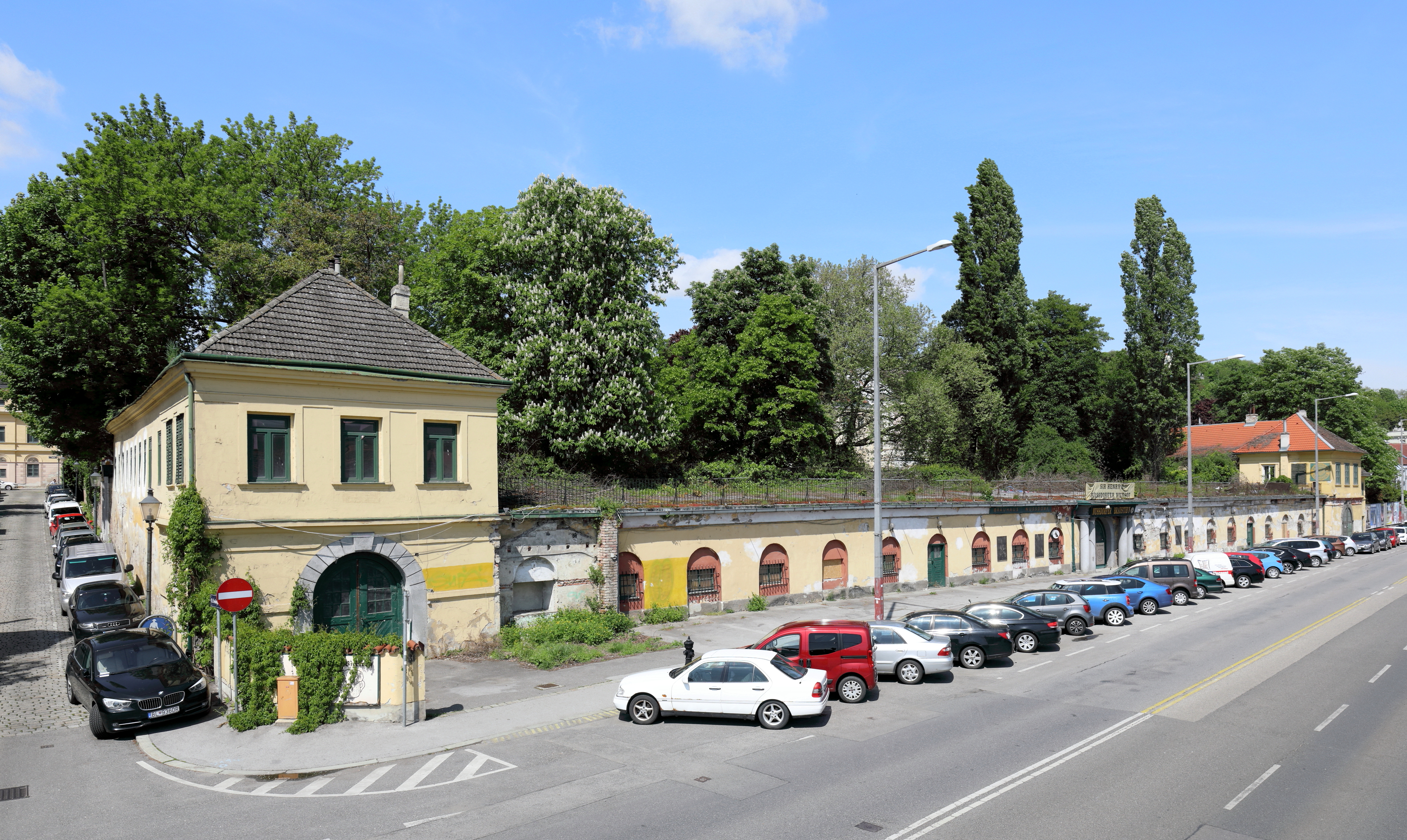
Östliche Nebengebäude des denkmalgeschützten Altenburger Freihofes, die zum Brauereiareal gehörten (2017)

Nachdem die Brauerei 1950 von der Brauerei Schwechat unter der Regie der Familie Mautner Markhof übernommen worden war, wurde der Betrieb in Nußdorf eingestellt. Die teilweise veralteten Produktionsanlagen wurde zerlegt und nach Brasilien transferiert. Das in Sao Paulo mit starker österreichischer Beteiligung gegründete brasilianische Unternehmen hieß „Companhia Paulista de Cervejas Vienenses“ und das Bier nannte sich „Vienense“. Allerdings erwies sich die Umsiedelung und Neuaufbau der Brauerei in Brasilien mit Kosten von rund 14 Millionen Schilling als schwerer Schlag für die Unternehmensleitung von Mautner Markhof.
1965 wurde die Hauptfront des Gebäudes unter Denkmalschutz gestellt, der Rest abgebrochen und mit Reihenhäusern verbaut.

### Nussdorfer Nahrungs- und Genußmittel GmbH
1984 belebte ein Nachfahre der Inhaber, Henrik Freiherr Bachofen von Echt, die Brauereitradition mit der Nussdorfer Nahrungs- und Genußmittel GmbH. Baron Bachofen von Echt ist Schweizer Staatsbürger und arbeitete eine Weile als Kernphysiker beim Bau des geplanten Kernkraftwerks Zwentendorf. Nebenbei züchtete er Rinder in New Mexico. 1984 fing er an, im Freihof selber Bier aus Familienrezepten zu brauen. Hergestellt wurden „Nussdorfer Braustuben“, „Nussdorfer Doppelhopfen hell“ vom Typ Kölsch, „Nussdorfer St. Thomasbräu“ vom Typ Bayrisch-Alt, Dry-Stout „Sir Henry's English Stout“ und ein Whiskymalz-Altbier „Nussdorfer Old Whiskey Bier“. Der jährliche Ausstoß betrug um die 5.000 Hektoliter. Die Gaststätte befand sich im benachbarten „Nußdorfer Braustub'n“, das in der Heiligenstädter Straße 205b lag. 2004 schloss das Brauhaus Nussdorf.
Heute erinnern in Nussdorf die Bachofengasse und die Bockkellerstraße an die Nussdorfer Bierbrauerei.